# Спасова
Спасова — деревня в Кудымкарском районе Пермского края. Входила в состав Ленинского сельского поселения. Располагается южнее города Кудымкара. Расстояние до районного центра составляет 19 км. По данным Всероссийской переписи населения 2010 года, в деревне проживало 7 человек (4 мужчины и 3 женщины).

## История
По данным на 1 июля 1963 года, в деревне проживало 60 человек. Населённый пункт входил в состав Верх-Юсьвинского сельсовета.